# Kivcharivka
Kivcharivka (ukrainien : Ківшарівка) est une commune urbaine de l'oblast de Kharkiv, en Ukraine. Elle compte 18 302 habitants en 2021.

## Géographie
La commune urbaine de Kivcharivka se situe sur la rive orientale de la rivière Oskil, affluente du Donets, dans le bassin hydrographique du fleuve Don. Elle se trouve à 110 kilomètres au sud-est de la ville de Kharkiv.